# Mathildana filpria
Mathildana filpria är en fjärilsart som beskrevs av Ronald W. Hodges 1974. Mathildana filpria ingår i släktet Mathildana och familjen praktmalar, Oecophoridae. Inga underarter finns listade i Catalogue of Life.